# Ivan Sesar
Ivan Sesar (Mostar, 29 agosto 1989) è un ex calciatore bosniaco, di ruolo centrocampista.

## Carriera

### Club
Il 12 marzo 2021, i norvegesi del Kvik Halden hanno reso noto l'ingaggio di Sesar: il giocatore ha firmato un contratto annuale con il nuovo club.
Il 12 agosto 2021, Sesar si è trasferito al Flint.